# Wendelin Werner
Pour les articles homonymes, voir Werner.
Wendelin Werner est un mathématicien français né le 23 septembre 1968 à Cologne en Allemagne, professeur de mathématiques à l'université de Cambridge et lauréat de la médaille Fields en 2006. Il est membre de l'Académie des sciences depuis décembre 2008.
Il est le fils de l'historien Michael Werner et le frère du chercheur en informatique Benjamin Werner.

## Biographie
Né à Cologne dans une famille allemande, Wendelin Werner est naturalisé français à l'âge de neuf ans après que ses parents se furent installés en France. Il effectue ses études au lycée franco-allemand de Buc (Yvelines), puis ses classes préparatoires au lycée Hoche à Versailles avant d'étudier à l'École normale supérieure entre 1987 et 1991. Il s'oriente vers les probabilités et effectue sa thèse sous la direction de Jean-François Le Gall. Il obtient le titre de docteur en 1993 à l'université Pierre-et-Marie-Curie.
Il a été chargé de recherches au CNRS de 1991 à 1997. Il est ensuite professeur de mathématiques à l'université Paris-Sud 11 à Orsay au laboratoire de mathématiques d'Orsay de 1997 à 2013. Durant cette période, il reçoit le prix de la Société européenne de mathématiques en 2000, le prix Fermat en 2001, le prix Loève en 2005, et le prix Pólya l'année suivante. En août 2006, il devient le neuvième Français et, avec son co-lauréat Andreï Okounkov, le premier probabiliste à recevoir la médaille Fields,, en même temps que trois autres mathématiciens.
Il a également enseigné à l'École normale supérieure de 2005 à 2013. 
Il a été professeur de mathématiques à l'ETH Zürich (École polytechnique fédérale de Zurich) de 2013 à 2023. 
Depuis 2023, il est Rouse Ball Professor of Mathematics (en) à l'université de Cambridge.

## Travaux scientifiques
Les travaux de Wendelin Werner portent en particulier sur les phénomènes probabilistes comme les marches aléatoires auto-évitantes et le mouvement brownien plan. Avec Gregory Lawler et Oded Schramm, il a démontré en 1999 la conjecture de Mandelbrot, selon laquelle la dimension de Hausdorff de l'enveloppe d'un mouvement brownien plan est de 4/3.

## Divers

### Apparition au cinéma
Âgé d’environ 13 ans, Wendelin Werner apparaît en 1982 dans le film La Passante du Sans-Souci de Jacques Rouffio, avec Romy Schneider et Michel Piccoli, : il y joue le rôle du jeune protégé du personnage de Romy Schneider, rôle très éprouvant pour la comédienne qui venait de perdre son fils. 

### Lettre ouverte
Dans une lettre ouverte au président Nicolas Sarkozy, parue le 19 février 2009, il critique l'allocution de ce dernier du 22 janvier 2009, portant sur une stratégie nationale de recherche et d'innovation, et décrit la rupture de confiance entre le gouvernement et les chercheurs dans le cadre du mouvement de 2008-2009. Il y défend aussi les mathématiques comme faisant partie intégrante de la culture générale, formatrice d'un esprit de citoyenneté.

## Distinctions

### Décorations
- 2007 :  Chevalier de la Légion d'honneur[10]

### Prix et récompenses
- 1998 : Prix Rollo Davidson
- 1999 : Cours Peccot au Collège de France
- 1999 : Prix Paul Doistau - Émile Blutet de l'Académie des sciences
- 2000 : Prix de la Société européenne de mathématiques
- 2001 : Prix Fermat
- 2003 : Prix Jacques Herbrand de l'Académie des sciences
- 2005 : Prix Loève
- 2006 : Prix George Polya
- 2006 : Médaille Fields
- 2016 : Prix Heinz-Gumin[11]

### Honneurs
- Académie des Sciences, élu le 16 décembre 2008 dans la section Mathématique
- Doctorat honoris causa de l'Université municipale de Hong Kong en Science, 26 juillet 2017[12]